# RK Zagreb
RK Zagreb hrvatski je rukometni klub iz Zagreba, osnovan 1922. godine.
Nacionalni prvak Hrvatske bio je 31 put, 29 puta pobjednik domaćeg kupa i dva puta europski prvak, 1992. i 1993. Također je četiri puta bio europski doprvak, a jednom i osvajač Europskog superkupa. Godine 2013. prvi je put osvojio regionalnu SEHA ligu, u njenom drugom izdanju. S 58 osvojenih trofeja do sezone 2014./25. RK Zagreb najtrofejniji je hrvatski rukometni i športski klub općenito. Svoje utakmice na domaćem terenu RK Zagreb uglavnom igra u Areni Zagreb te rjeđe u Sutinskim vrelima, Domu sportova i Kutiji šibica. Navijači RK Zagreb zovu se Bijeli lavovi.
Zbog sponzorskih razloga u nekoliko je navrata mijenjao ime, pa je prije sadašnjeg imena bio poznat i kao: RK Badel 1862 Zagreb, RK Banka Croatia Zagreb, RK Croatia osiguranje Zagreb i RK PPD Zagreb.
Klub je 1993. godine pod nazivom „Zagreb-Lotto” bio osvajač Državne nagrade za šport "Franjo Bučar".

## Športski uspjesi
- Nacionalni prvak: (38)
  - Prvak Jugoslavije: 1957., 1962., 1963., 1965., 1989., 1991.
  - Prvak Hrvatske: 1992., 1993., 1994., 1995., 1996., 1997., 1998., 1999., 2000., 2001., 2002.,1 2003., 2004., 2005., 2006., 2007., 2008., 2009., 2010., 2011., 2012., 2013., 2014., 2015., 2016., 2017., 2018., 2019., 2021., 2022., 2023., 2024.

 1naslov dodijeljen administrativnim putem, nakon što je na športskom polju pobijedio Metković Jambo 
- Nacionalni kup: (32)
  - Osvajač kupa Jugoslavije: 1962., 1991.
  - Osvajač kupa Hrvatske: 1992., 1993., 1994., 1995., 1996., 1997., 1998., 1999., 2000., 2003., 2004., 2005., 2006., 2007., 2008., 2009., 2010., 2011., 2012., 2013., 2014., 2015., 2016., 2017., 2018., 2019., 2021., 2022., 2023., 2024.

- Prvak Europe: (2) 1992., 1993.

- Doprvak Europe: 1995., 1997., 1998., 1999.

- Europski superkup: (1) 1993.

- SEHA liga: (1) 2013.

- Finalist Kupa pobjednika kupova: 2005.

Uspjesi u velikom rukometu
- Prvenstvo Jugoslavije
  - prvak: 1948., 1949., 1954., 1956.
  - doprvak: 1952., 1955.,

- Prvenstvo SR Hrvatske[2]
  - prvak: 1946., 1948., 1950., 1952., 1954.
  - doprvak: 1947., 1949., 1950., 1955.

Prvaci Europe 1992. bili su: trener Zdravko Zovko, igrači Rolando Pušnik, Vladimir Vujović, Tonči Peribonio, Patrik Ćavar, Vladimir Jelčić, Ivica Obrvan, Željko Babić, Božidar Jović, Alvaro Načinović, Nenad Kljaić, Iztok Puc, Slavko Goluža, Ratko Tomljanović, Bruno Gudelj, Tettey Banfro i Mirza Šarić. Zbog agresije na Hrvatsku, Zagreb ni jedan svoj susret nije igrao na domaćem terenu.

## Povijest kluba

### Treneri
- Od rujna 2014.[4] do listopada 2016. godine[5] trener kluba bio je Veselin Vujović.
- Od 20. listopada 2016.[5] do 3. travnja 2017. godine[6] trener kluba bio je Silvio Ivandija.
- Od 3. travnja 2017. do 4. svibnja 2017. godine trener kluba bio je Slavko Goluža.[6]
- Od 4. svibnja 2017. do listopada 2017. godine trener kluba bio je Kasim Kamenica.
- Od 17. listopada 2017. do 26. travnja 2018. godine trener kluba bio je Zlatko Saračević.
- Zlatka Saračevića na klupi RK Zagreb naslijedio je Lino Červar.
- Linu Červara na klupi RK Zagreb naslijedio je Branko Tamše.
- Branka Tamšea na klupi RK Zagreb naslijedio je Veselin Vujović.
- Veselina Vujovića na klupi RK Zagreb naslijedio je Igor Vori, koji je 2. lipnja 2020. godine postao trener RK PPD Zagreb.
- Igora Vorija na klupi RK Zagreb naslijedio je Vlado Šola, koji je 9. studenoga 2020. godine postao trener RK PPD Zagreb.
- Vladu Šolu na klupi RK Zagreb naslijedio je Ivica Obrvan.
- Ivicu Obrvana na klupi RK Zagreb naslijedio je Slavko Goluža.
- Odlaskom Goluže za trenera je imenovan Nenad Šoštarić, a za njegovog pomoćnika Andrija Nikolić, koji u prvoj polovici 2024. godine s klupe vodi sve utakmice kluba.

## Vanjske poveznice
- Službena stranica kluba